# Roberto Alonso
Roberto Alonso Castillo es un personaje de la serie de televisión Aquí no hay quien viva interpretado por el actor Daniel Guzmán.

## Historia
Roberto es un joven licenciado en Arquitectura que trabaja de dibujante de cómics eróticos. Novio de Lucía, se fueron a vivir juntos al inicio de la serie, en el piso que le compra a esta su padre. Con cierto carácter infantil e inmaduro, que le cuesta asumir las responsabilidades y tareas propias de la edad. Aún sintiendo un gran amor y afecto por su novia, vivieron juntos solamente un año en Desengaño 21 (y una etapa posterior como compañeros de piso) ya que sus problemas de convivencia llevaron a que su relación fracasase. Estuvieron a punto de casarse dos veces sin éxito, la primera vez fue declinada por decisión de Lucía ante las diferencias entre sus familias, y la segunda aún habiéndose producida la ceremonia canónica ante el padre Miguel, este último no entregó la documentación del matrimonio ante el Registro Civil, ya que Lucía descubrió que Roberto le engaño con Ana, y la primera pidió al párroco que no inscribiese el matrimonio. Aún sin terminar de superar su ruptura con Lucía, convivió con Carlos, antigua pareja de esta y enemigo de este, en el 2ºB durante la cuarta temporada. La convivencia terminó tras descubrir Carlos el intento de traición por parte de Roberto intentando conquistar este última a Ana. Su última aparición en la serie fue durante el último capítulo de la 4ª temporada, intentando junto a Yago, que Lucía no se marchase como voluntaria a Somalia. En la 5ª temporada se menciona que está en Puerto Banús pintando caricaturas.

## Viviendas
La Calle Desengaño 21, piso, 3ºA, es de Lucía, Roberto convive con ella, después ha estado viviendo con Belén, porque salieron juntos un corto tiempo, Roberto también vivió con sus padres, también vivió en el ático con una novia episódica llamada Ainhoa, a Roberto le gusta visitar la portería de Emilio, aunque no es ni comprada ni alquilada.

## Familia
Se sabe muy poco de la familia de Roberto, su madre se llama Isabel, según él dice es hijo único, no tiene hijos, ni hijas.
Su abuela muere en la cuarta temporada, mientras vive con Carlos
- Datos: Q16625611